# Pardosa amacuzacensis
Pardosa amacuzacensis là một loài nhện trong họ Lycosidae.
Loài này thuộc chi Pardosa. Pardosa amacuzacensis được Mauricio Jiménez miêu tả năm 1983.